# Usk (rivière)
Pour les articles homonymes, voir Usk.
L'Usk (Wysg en gallois) est un fleuve du pays de Galles.

## Sa géographie
Le fleuve prend sa source dans les montagnes Carmarthen Fans au sud du pays de Galles, dans la partie ouest du parc national Brecon Beacons, puis coule direction sud-est en traversant Brecon, Crickhowell, Abergavenny, la ville homonyme d'Usk, Caerleon et Newport avant de rejoindre au niveau d’Uskmouth l’estuaire de la Severn qui donne sur le Canal de Bristol.
La laisse de basse mer est située au pont de Newbridge-sur-Usk, à environ huit kilomètres au nord de Newport.
Le réservoir d’Usk à proximité est situé à 320 mètres au-dessus de la mer et couvre 280 ha
Ses affluents sont : Afon Llwyd, Sor Brook, Grwyne Fechan et Ebbw River.

## Son importance environnementale

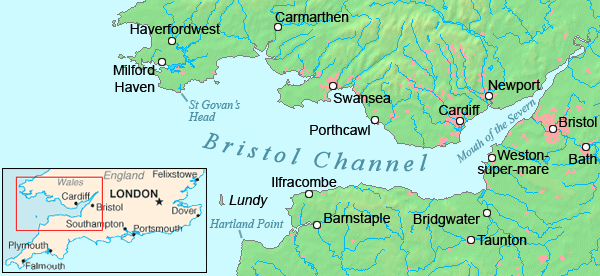

Ce cours d'eau a été désigné Site d'intérêt scientifique particulier. Il contient des estuaires, vasières, marais, lagunes et tourbières. 
La vallée de l'Usk est bordée de prairies et de forêts qui varient l’habitat tout au long de son cours.
Sa flore et sa faune sont riches; celle-ci inclut le saumon, la truite, la loutre, l'alose feinte, la lamproie, la perche, la truite de mer, la chevesne, la vandoise et le gardon ainsi que le martin-pêcheur, le héron et d'autres oiseaux sauvages.

## Son histoire
La vallée de l'Usk contient de nombreux sites d'importance archéologique du fait de son usage comme route commerciale et de son utilisation par les Romains et les Normands pour envahir les terres, avec notamment Caerleon[pas clair].
Le navire de Newport est un bateau à voile du XVe siècle découvert par des archéologues en juin 2002 dans la ville de Newport.